# کوربت ۲۴۴۲
سیارک ۲۴۴۲ (به انگلیسی: 2442 Corbett، نامگذاری:1980TO) دو هزار و چهارصد و چهل و دومین سیارک کشف شده‌است که در ۳ اکتبر ۱۹۸۰ کشف شد.
قدر مطلق سیارک برابر ۱۲٫۸۰ است.